# Finland Festivals
Finland Festivals är en samarbetsorganisation för finländska kulturevenemang, grundad 1968 på initiativ av Seppo Nummi. 
Finland Festivals hade i slutet av 2007 80 festivalarrangerande medlemsorganisationer. Evenemangen, som 2008 samlade 1,9 miljoner besökare, representerar olika konstarter såsom opera, klassisk musik, jazz, tango, rock, dans, teater och litteratur. Den största publiken drog 2008 Helsingfors festspel (262 646 besökare) och Kotka havsdagar (200 000). Bland övriga evenemang märks Pori Jazz i Björneborg och folkmusikfestivalen i Kaustby samt Operafestivalen i Nyslott.